# 常胤法親王
常胤法親王（じょういんほっしんのう、天文17年3月9日（1548年4月17日） - 元和7年6月11日（1621年7月29日））は、安土桃山時代後期から江戸時代前期の法親王。伏見宮邦輔親王の第4王子。正親町天皇の猶子。母は万里小路惟房の娘。妙法院門跡。天台座主。方広寺（京の大仏）別当。妙法院宮。雲龍院宮。

## 生涯
永禄7年（1564年）、京都妙法院で出家。門跡となり妙法院宮といわれる。正親町天皇の猶子となり、天正3年（1575年）に親王宣下を受ける。慶長2年（1597年）、第168代天台座主となる。雲龍院門主にもなる。慶長19年（1614年）には、京都方広寺大仏鐘名事件により、方広寺別当の照高院興意法親王の後をうけ、大仏を兼管し別当職についた。豊臣家滅亡後の元和2年(1616年)、妙法院門主であった常胤は豊国社より豊臣秀吉の遺品等を押領（「豊公遺宝図略」）。そのまま、、徳川家康より豊国社や神宮寺（豊国社別当神龍院梵舜の役宅）は妙法院に引き渡された。
元和7年（1621年）6月11日薨去、74歳。墓所は妙法院宮墓地。

## 人物
歌道に達し、また茶の湯を古田織部に学んだ茶人でもある。